# Hero formosa
Hero formosa (Lovén, 1844) è un mollusco nudibranchio della famiglia Heroidae.